# 習珍
習珍（？—221年或222年），襄陽（今湖北省襄阳市）人，出身荊州望族，三国时期蜀汉官员。零陵北部都尉，加裨將軍，死後追贈邵陵太守。

## 生平
早年追隨劉備四處征戰，赤壁之戰後，劉備據有荊襄，任命為零陵（今湖南省零陵縣）北部都尉加裨將軍職。建安二十四年（219年）關羽北伐中原時，孫權遣呂蒙襲佔荊州並襲殺關羽，荊州各郡陸續降於東吳，南郡、零陵、武陵郡亦落入孫權控制之下。唯其欲保城不降，在零陵孤軍抗擊。後以其弟習宏之言，暫屈節於孫權，留守零陵。私下陰結武陵從事樊胄，圖謀再起，事泄。虽被孫權派兵击破，習珍以所轄七縣起兵歸附劉備，自號邵陵太守，屯校夷界以事蜀漢。
孫權遣潘濬討珍，潘濬引兵來攻，潘濬斬樊胄，所至皆下，派使者前來招降，習珍大義凜然地說：“請回去告訴碧眼兒，我寧做漢鬼，不做吳臣！”圍守月餘，最後因糧絕，援兵不到，拔劍自殺報國。
劉備聞珍敗，為發喪，追贈邵陵太守。

## 家庭

### 弟
- 習宏，习珍兵败后被吳國俘虏。[4]

### 子
- 習溫，三國時吳國官員。累官至荊州大中正。

### 孫
- 習宇，三國時吳國官員，曾為執法郎。[5]